# Selezione maschile di rugby a 15 della Catalogna
La selezione di rugby a 15 della Catalogna (in catalano Selecció catalana de rugbi; in spagnolo Selección de rugby de Cataluña) è la rappresentativa maschile della federazione catalana di rugby a 15, a propria volta comitato regionale della Federación Española de Rugby.
Benché non riconosciuta come autonoma da World Rugby, tra il 1934 e il 1941 (anno della sua soppressione) la rappresentativa catalana ebbe lo status di internazionale e la sua federazione fu tra le fondatrici della FIRA, oggi Rugby Europe.
Dalla fine della dittatura franchista in Spagna la selezione catalana è tornata a disputare incontri amichevoli non internazionali.
I colori delle uniformi sono il rosso e l'oro della bandiera catalana, anche se nell'anteguerra fu adottata un'uniforme color grigio perla con calzettoni neri.

## Storia
Il rugby spagnolo nacque per iniziativa di uno studente di veterinaria a Tolosa (Francia), che importò la disciplina nella sua natìa Catalogna, dando l'impulso per la nascita dei primi club nel Paese.
Il Santboiana, fondato nel 1921, fu il primo club spagnolo e insieme ad altri tre dell'area di Barcellona istituì la federazione rugbistica catalana nel 1922 (un anno prima di quella spagnola formatasi nel 1923).
Fu proprio il Santboiana la prima rappresentante della neonata federazione a disputare, a Barcellona, il primo incontro internazionale in Spagna, contro un club di Tolosa che si impose 22-6.
Per lungo tempo il rugby catalano fu egemone in ambito nazionale, tanto che quando la federazione spagnola mise in campo per la prima volta la sua rappresentativa maggiore, nel 1929 contro l'Italia anch'essa al debutto, scelse la sede di Barcellona e schierò una formazione sostanzialmente catalana ma ufficialmente rappresentante la Spagna.
Il riconoscimento internazionale giunse tuttavia nel 1934 quando, a pari merito della Spagna e insieme a Francia, Italia, Germania e altre, la Catalogna fu tra le fondatrici della Fédération Internationale de Rugby Amateur (o FIRA, oggi Rugby Europe), confederazione alternativa all'allora International Rugby Football Union (oggi nota come World Rugby).
L'esordio ufficiale della Catalogna a livello internazionale avvenne il 14 aprile 1934, stessa città e stesso avversario che aveva tenuto a battesimo la Spagna cinque anni prima: al Camp de Les Corts di Barcellona l'Italia impattò 5-5 con la neonata nazionale, con una meta trasformata per parte.
Pochi mesi più tardi incontrò la Francia del Sud in un incontro cui solo la Catalogna riconobbe la presenza internazionale ai propri giocatori: ancora a Barcellona i francesi vinsero 15-21 e nel marzo 1935 disputò il suo unico incontro ufficiale fuori dai patrii confini, allo Stadio della Nafta di Genova contro l'Italia, una sconfitta 3-5 dovuta a una meta per parte e una trasformazione di vantaggio per gli Azzurri.

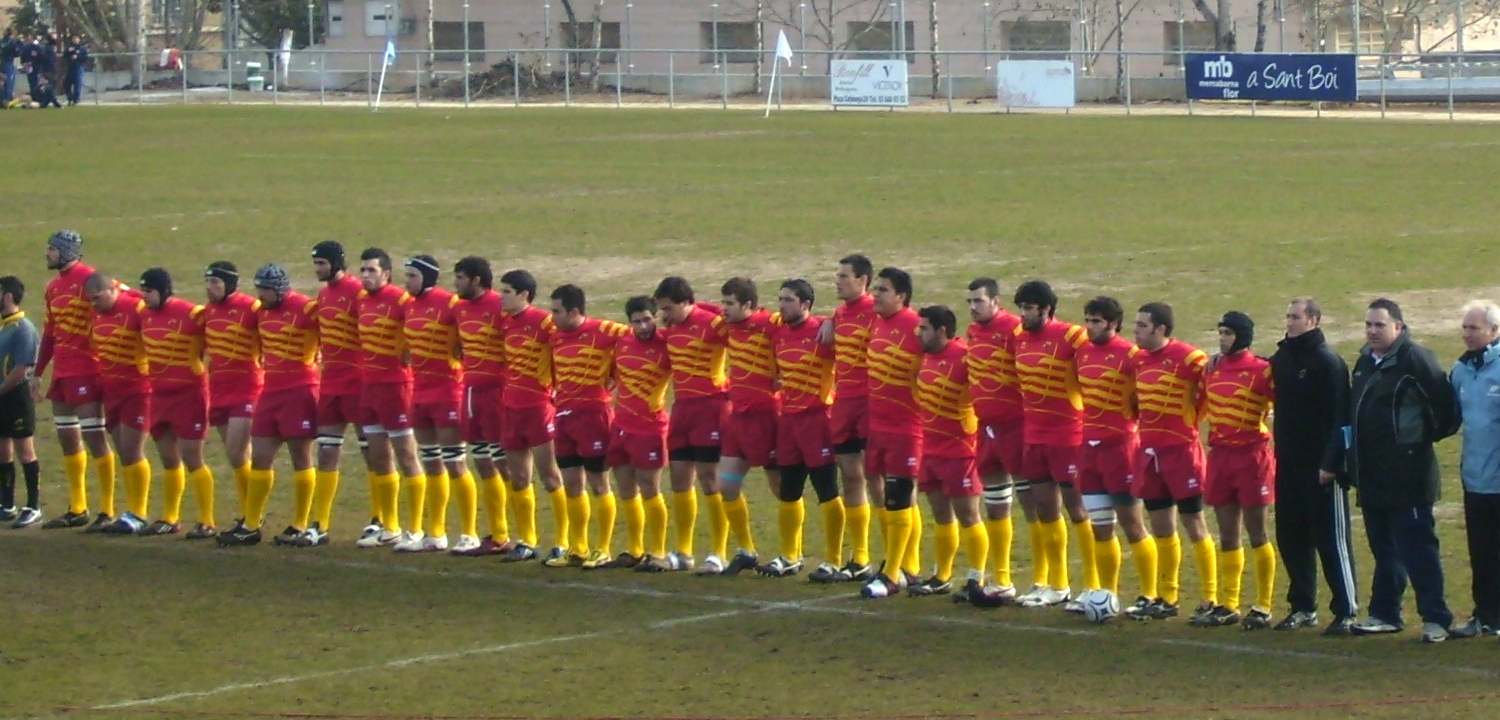
Una formazione catalana nel 2010 a Barcellona in un'amichevole contro la

L'ultimo incontro prima della Guerra di Spagna fu un confronto disputato il 15 aprile 1936 contro il comitato francese delle Alpi Marittime, che a Barcellona vinse 18 a 6.
A seguito dell'ascesa del dittatore Franco alla guida della Spagna, il nazionalismo cui si informò la sua azione di governo lo portò a ridimensionare se non abrogare del tutto i localismi e ad accentrare ogni attività amministrativa e sportiva negli organi centrali dello Stato e delle federazioni spagnole.
Il decreto del 22 febbraio 1941 istituì la Delegazione Nazionale degli Sport e soppresse tutte le federazioni e associazioni autonome e periferiche, compresa quella catalana di rugby.
Dopo la fine del franchismo a seguito della morte del dittatore (1975) la Catalogna, nel frattempo ricostituitasi in comitato regionale della federazione spagnola, riprese a disputare incontri sia pure non più riconosciuti come test match dalla FIRA; negli anni novanta la presidenza del comitato catalano iniziò a ventilare iniziative per riguadagnare l'autonomia, proposito cui diede corso nel decennio successivo quando intraprese anche la via giudiziaria presso il tribunale di Parigi (competente per territorio sulla FIRA) di vedersi riconosciuta la qualità di membro fondatore della confederazione, nel frattempo rinominatasi FIRA-AER e divenuta organizzazione continentale di governo del rugby in Europa, ma la corte d'appello francese rigettò l'istanza su opposizione sia della federazione spagnola sia della stessa FIRA-AER.
La posizione della federazione catalana era che l'integrazione forzosa del 1941 in quella spagnola fosse un atto illegittimo di un governo dittatoriale che la privò della capacità giuridica e di operare come membro fondatore della FIRA; il giudice d'appello argomentò al contrario che quando una riformata federazione catalana fu nuovamente riconosciuta, essa era un soggetto discontinuo da quello soppresso in precedenza che non può vantare eredità e diritti discendenti da quest'ultimo; rimane quindi insoddisfatta la richiesta catalana di vedersi riconosciuta come federazione autonoma in seno a Rugby Europe, nome nel frattempo assunto nel 2014 da FIRA-AER, e World Rugby, di cui ormai Rugby Europe è filiazione continentale.
Nel corso della loro storia Catalogna e Spagna si sono incontrate una volta sola, a Sant Boi de Llobregat il 3 maggio 1997 per un'amichevole celebrativa dei 75 anni della fondazione della federazione catalana.
Vinse la Catalogna per 61 a 17.

### Itest match
| Arbitro: | Mailhan |

|               |    |             |
| Puigdeval 30’ | mt | 32’ Cazzini |
| Elias 30’     | tr | 32’ Aloisio |

| Arbitro: | Brutus |

|                   |      |                                           |
| Aleu 25’ Gual Deu | mt   | 35’, ?’, 80’ Cussac 43’ Desclaux ?’ Duluc |
| Elias 25’, ?’, ?’ | tr   | ?’ Chaud                                  |
|                   | drop | ?’ Chaud                                  |

| Arbitro: | Godillot |

|              |    |               |
| Visentin 25’ | mt | 43’ Puigdeval |
| Aloisio 25’  | tr |               |